# Granger (Washington)
Granger è una città degli Stati Uniti d'America, situata nello Stato di Washington e in particolare nella Contea di Yakima.